# Lijst van spelers van Ipswich Town FC
Deze lijst omvat voetballers die bij de Engelse voetbalclub Ipswich Town FC spelen of gespeeld hebben. De spelers zijn alfabetisch gerangschikt.

## A
- Nathan Abbey
- Nabil Abidallah
- Samassi Abou
- Jack Ainsley
- Neil Alexander
- Darren Ambrose
- Keith Andrews
- Richard Appleby
- Alun Armstrong
- Charlie Ashcroft
- Dalian Atkinson
- Jonas Axeldal

## B
- Harry Baird
- Gerry Baker
- Pim Balkestein
- Sergej Baltatsja
- Scott Barron
- Chris Bart-Williams
- Matthew Bates
- Kevin Beattie
- Asmir Begovic
- Rod Belfitt
- Darren Bent
- Marcus Bent
- Andrew Bernal
- Bartosz Białkowski
- Matt Bloomfield
- Dean Bowditch
- Lee Bowyer
- Vlado Bozinovski
- Lee Bracey
- Titus Bramble
- Keith Branagan
- Alan Brazil
- Vemund Brekke-Skard
- Mark Brennan
- Martin Brittain
- Jackie Brown
- Troy Brown
- Wayne Brown
- Alex Bruce
- Robert Bruce
- Jimmy Bullard
- Mark Burchill
- George Burley
- Terry Butcher
- Stephen Bywater

## C
- Iván Campo
- Larry Carberry
- Tom Carroll
- Josh Carson
- Chris Casement
- David Cawley
- Alec Chamberlain
- Lee Chapman
- Michael Chopra
- Luciano Civelli
- Jamie Clapham
- Billy Clarke
- Billy Clarke
- Jack Colback
- Nick Colgan
- Aidan Collins
- Alan Connell
- Paul Cooper
- Couñago
- Liam Craig
- Raymond Crawford
- Gerry Creaney
- Aaron Cresswell
- Gary Croft
- Jason Cundy
- Darren Currie
- Dermot Curtis

## D
- Mich d'Avray
- Kelvin Davis
- John Deehan
- Jason deVos
- Damien Delaney
- Drissa Diallo
- Flynn Downes
- Jason Dozzell
- Jaroslav Drobný
- Andy Drury
- Seb Dunbar
- Kieron Dyer

## E
- Tom Eastman
- Carlos Edwards
- Nathan Ellington
- Matt Elliott
- John Elsworthy
- Jay Emmanuel-Thomas

## F
- Rory Fallon
- Jim Feeney
- Mark Fish
- Craig Forrest
- Nicky Forster
- Sean Friars
- Ricardo Fuller
- Marton Fülöp

## G
- Thomas Gaardsøe
- Owen Garvan
- Eric Gates
- Finidi George
- Paul Gerrard
- Paul Goddard
- Paul Green
- Mark Grew
- Jamie Griffiths
- Niklas Gudmundsson
- Bontcho Guenchev

## H
- Bryan Hamilton
- Dan Harding
- Marlon Harewood
- Danny Haynes
- Colin Healy
- David Healy
- Danny Hegan
- Dave Hill
- Mick Hill
- Lee Hodges
- Matt Holland
- Marco Holster
- Kevin Horlock
- Conor Hourihane
- Stephen Howe
- Hermann Hreiðarsson
- Jonathan Hunt
- Allan Hunter
- Luke Hyam

## I
- Ívar Ingimarsson

## J
- Earl Jean
- Francis Jeffers
- Stern John
- David Johnson
- David Johnson
- Jimmy Juan

## K
- Danny Karbassiyoon
- Amir Karič
- Christopher Keeble
- John Kennedy
- Mark Kennedy
- Christopher Kiwomya
- Darryl Knights
- James Krause
- Shefki Kuqi

## L
- Reggie Lambe
- Ulrich Le Pen
- Cyril Lea
- Grant Leadbitter
- Alan Lee
- Arran Lee-Barrett
- Sylvain Legwinski
- Kevin Lisbie
- Jake Livermore
- Richard Logan

## M
- Jon Macken
- Jim Magilton
- Alan Mahon
- Chris Makin
- Paul Mariner
- Andy Marshall
- Lee Martin
- Alexander Mathie
- Patrice Maurel
- Gareth McAuley
- Stephen McCall
- Sammy McCrory
- Dean McDonald
- Jay McEveley
- John McGreal
- Ian McLoughlin
- Raphael Meade
- Ian Miller
- Justin Miller
- Tommy Miller
- Mick Mills
- Philip Mitchell
- Scott Mitchell
- Sammy Moore
- Tony Mowbray
- Arnold Mühren
- Brian Murphy
- Daryl Murphy
- Antonio Murray
- Ronan Murray

## N
- Gerard Nash
- Richard Naylor
- Mark Noble
- David Norris

## O
- George O'Callaghan
- Kevin O'Callaghan
- Shane O'Connor
- Darren O'Dea
- Matt O'Mahoney
- Roger Osborne
- Russell Osman

## P
- Stephen Palmer
- Sam Parkin
- Adrián Paz
- Sixto Peralta
- Jaime Peters
- Bobby Petta
- Andy Petterson
- Andrew Plummer
- Mike Pollitt
- Lewis Price
- Tamás Priskin
- Adam Proudlock
- James Pullen

## Q
- Alan Quinn

## R
- Ian Redford
- William Reed
- Martijn Reuser
- Andy Rhodes
- Jordan Rhodes
- Matt Richards
- Gary Roberts
- Bobby Robson
- Liam Rosenior

## S
- Georges Santos
- Giovani dos Santos
- John Scales
- Jason Scotland
- James Scowcroft
- Steve Sedgley
- Matteo Sereni
- Pat Sharkey
- Danny Simpson
- Sito Castro
- Stuart Slater
- Tommy Smith
- Danny Sonner
- Sean St. Ledger
- Jon Stead
- Mark Stein
- Marcus Stewart
- David Stockdale
- Michael Stockwell
- Velice Sumulikoski
- Alan Sunderland
- Shane Supple
- Chris Swailes
- Michael Synnott

## T
- Brian Talbot
- Adam Tanner
- Mauricio Taricco
- Ben Thatcher
- Jean-Manuel Thétis
- Frans Thijssen
- Claus Thomsen
- Andros Townsend
- Liam Trotter
- Bruce Twamley

## U
- Guus Uhlenbeek
- David Unsworth
- Ed Upson

## V
- Mark Venus
- Paolo Vernazza
- Colin Viljoen
- Moritz Volz

## W
- Jon Walters
- Simon Walton
- John Wark
- Ian Westlake
- Philip Whelan
- Joe Whight
- Trevor Whymark
- Connor Wickham
- David Williams
- Gavin Williams
- Fabian Wilnis
- Kevin Wilson
- Ulrich Wilson
- David Wright
- Jermaine Wright
- Richard Wright

## Y
- Frank Yallop
- Edward Youds

## Z
- Romeo Zondervan
- Gianni Zuiverloon